# Апаков, Пётр Лукич
Пётр Лукич Апаков (1887—1919) — русский революционер, большевик, участник Октябрьского вооружённого восстания 1917 года в Москве.

## Биография

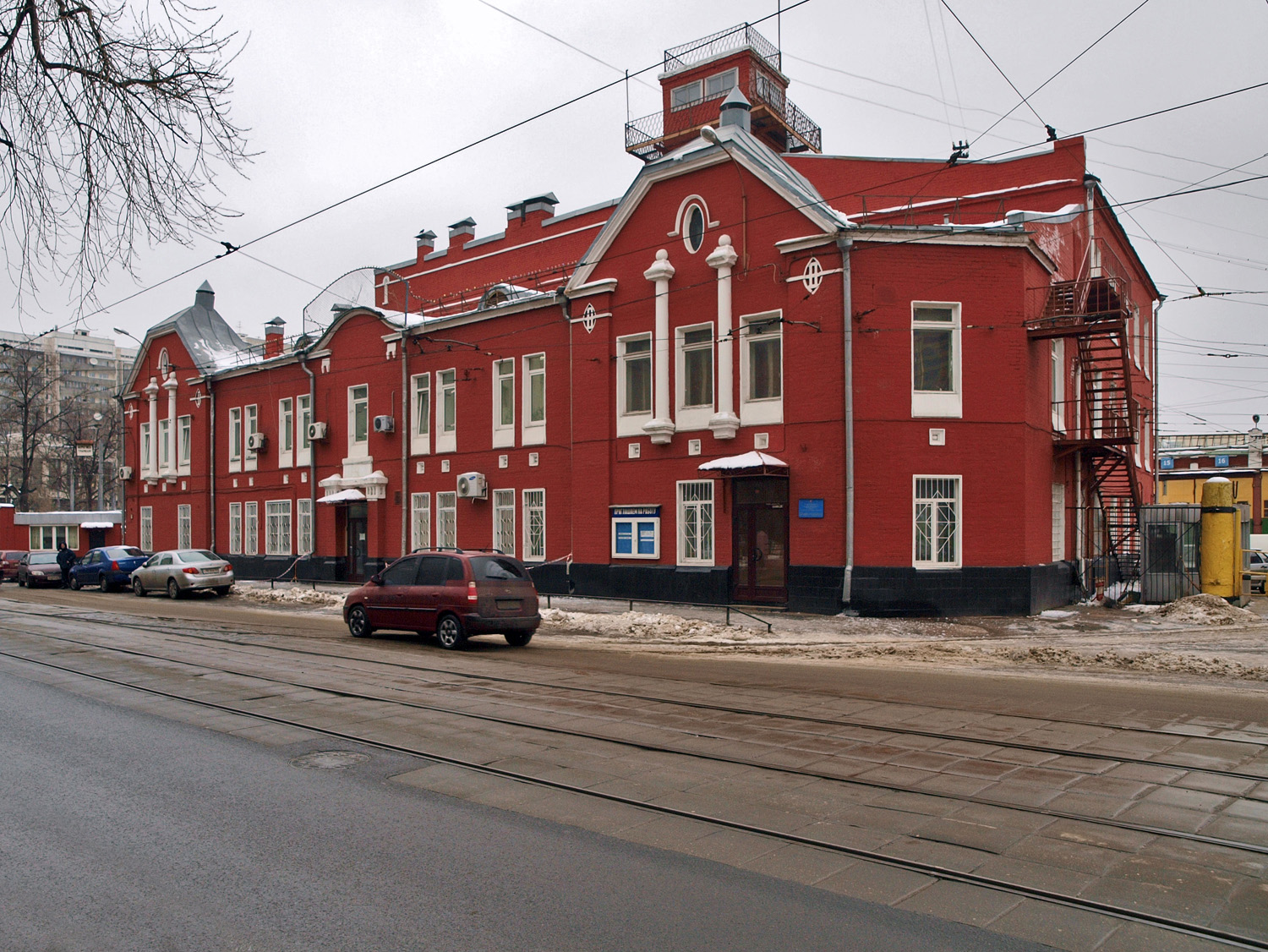
Трамвайное депо имени Апакова

Пётр Апаков родился в 1887 году в деревне Барашовка Богородского уезда Московской губернии. Начал трудовую деятельность в Москве учеником на заводе братьев Бромлей. С 1902 года работал на московской папиросно-гильзовой фабрике «Катык». Там он приобщился к революционному движению. Во время Декабрьского вооружённого восстания 1905 года вместе с дружинниками фабрики участвовал в боях на баррикадах в районе Садового кольца и Большой Сухаревской площади. В 1908—1911 годах был матросом на Балтийском флоте. После окончания службы работал вагоновожатым Замоскворецкого трамвайного парка.
После Февральской революции 1917 года организовал и возглавил партячейку в своём депо. Занимался организацией отрядов Красной гвардии на предприятиях Замоскворецкого района. Во время Октябрьского вооружённого восстания участвовал в сражениях против юнкеров во главе отряда Красной гвардии трамвайного парка. Принимал участие в уличных боях в районе Остоженки и Большого Каменного моста. По его инициативе в депо были оборудованы бронированные трамвайные вагоны, которые использовались в уличных боях. В 1918 году был заместителем председателя Замоскворецкого райсовета. Погиб в 1919 году в Казанской губернии (по другим данным, в Саратовской) при проведении продразвёрстки.

## Память
В 1923 году в его честь было переименовано трамвайное депо имени Апакова — бывший Замоскворецкий трамвайный парк, в котором он работал. В 1985 году его именем был назван проезд Апакова в центре Москвы.